# Касий (трибун 56 пр.н.е.)
Касий (на латински: Cassius) e политик на късната Римска република през 1 век пр.н.е. Произлиза от фамилията Касии.
През 56 пр.н.е. той е народен трибун. Неговите колеги са Луций Каниний Гал, Гней Планций, Авъл Плавций, Гай Порций Катон, Луций Рацилий, Публий Рутилий Луп, Марк Ноний Суфенат, Луций Процилий и вероятно Луций Антисций Вест (вер. 58 пр.н.е.).